# Ingelstadsdräkten

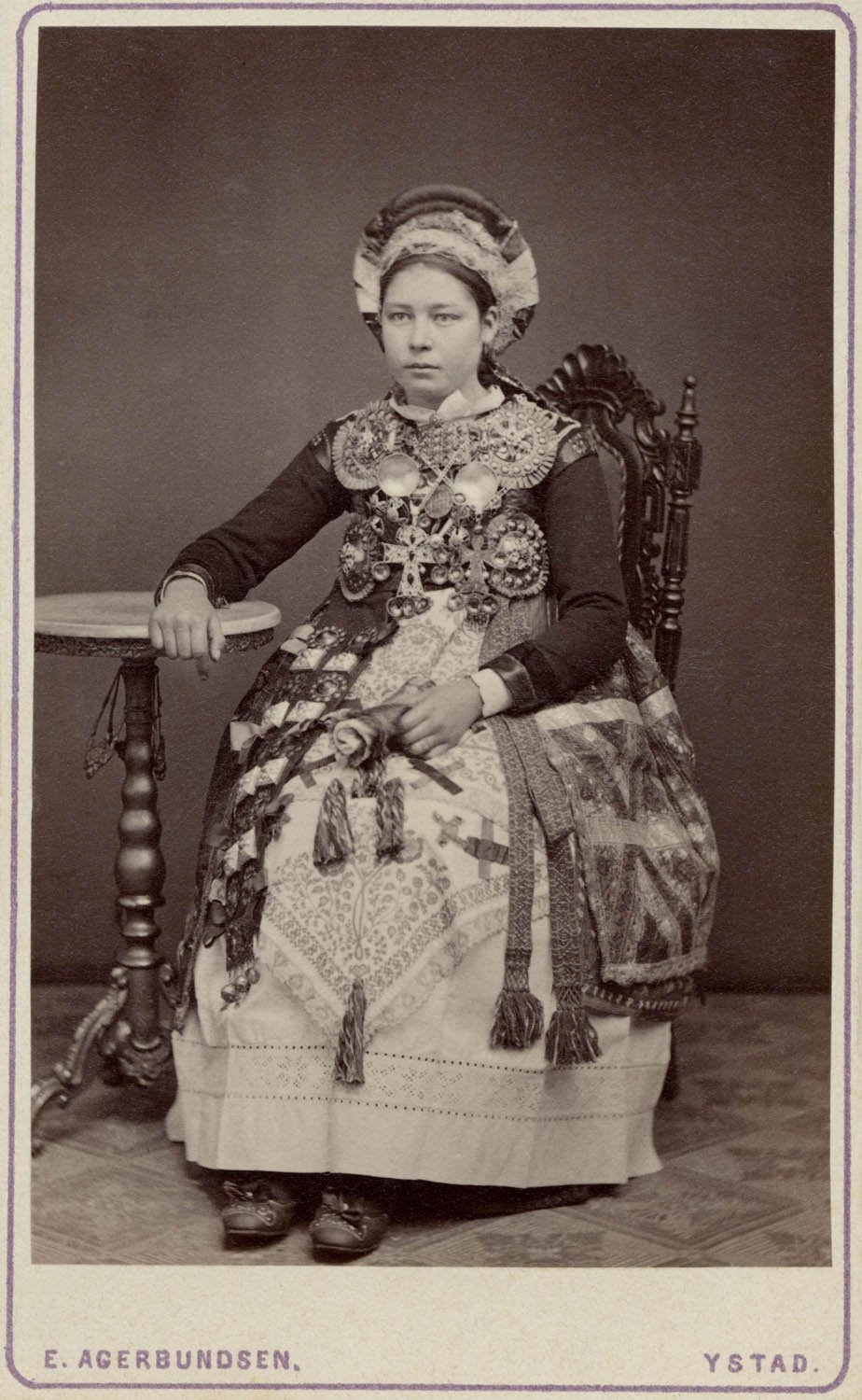
Brud från Ingelstads härad. Kvinna iklädd folklig bruddräkt - Nordiska Museet - NMA.0039749

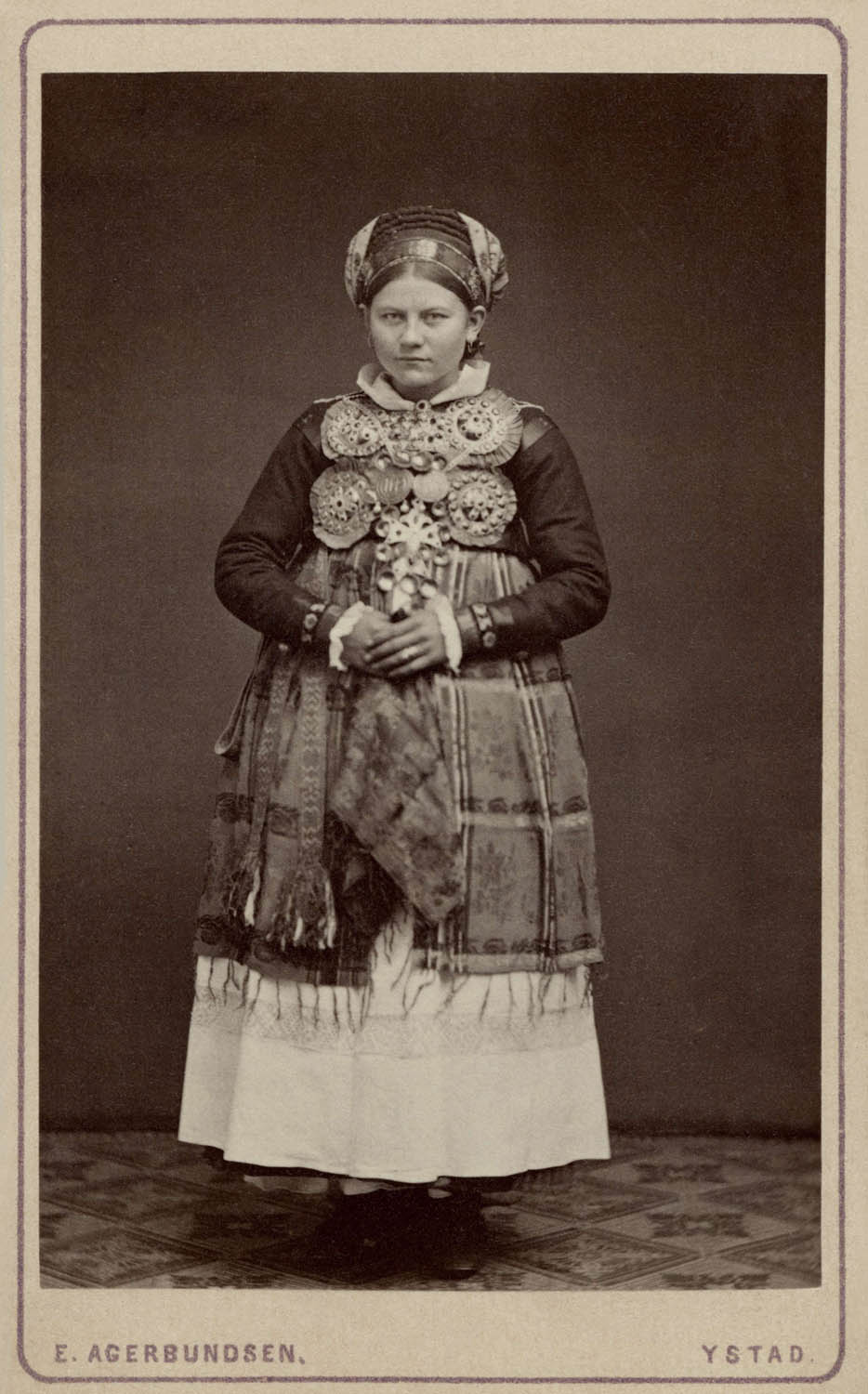
Bruddräkt. Kvinna ikädd folklig bruddräkt - Nordiska Museet - NMA.0039748

Ingelstadsdräkten är en folkdräkt (eller bygdedräkt) från Ingelstads härad i Skåne.

## Kvinnodräkt
- Kjol - blå och röd[1]